# Chrystian & Ralf: Noite de Tortura
Chrystian & Ralf: Noite de Tortura é uma coletânea da dupla sertaneja brasileira Chrystian & Ralf, lançada em 2007. Recebeu disco de ouro pelas 50 mil cópias vendidas.

## Faixas
| N.º            | Título                | Compositor(es)              | Duração |  |
| 1.             | "Flecha Certeira"     | Carreirito / Ralf           | 3:00    |  |
| 2.             | "Lista Negra"         | Paraíso / José Raimundo     | 2:13    |  |
| 3.             | "A Deserdada"         | Jardel / Neucy de Freitas   | 3:33    |  |
| 4.             | "Piscina"             | José Fortuna / Paraíso      | 4:24    |  |
| 5.             | "Mel, Vinho e Veneno" | Cibel / Geraldo Mariano     | 2:52    |  |
| 6.             | "Louca Paixão"        | Carreirito / Dr. Pedro      | 2:08    |  |
| 7.             | "Noite de Tortura"    | Chrystian / Ralf            | 3:08    |  |
| 8.             | "Caprichos de Mulher" | Carlos Randall / Chrystian  | 3:22    |  |
| 9.             | "Cachorro de Madame"  | Chamberlain / José Raimundo | 2:28    |  |
| 10.            | "Erramos Juntos"      | Darci Rossi / Xororó        | 3:12    |  |
| 11.            | "Hino de Reis"        | Criolo                      | 3:30    |  |
| 12.            | "Coração Doente"      | José Fortuna / Paraíso      | 2:50    |  |
| Duração total: | Duração total:        | Duração total:              | 43:44   |  |

## Certificações
| Brasil (ABPD)                             | Ouro | 2007 | 50.000* |
| *número de vendas baseado na certificação |      |      |         |